# دانيال لوندونو
دانيال لوندونو (بالإسبانية: Daniel Londoño) هو لاعب كرة قدم كولومبي في مركز الدفاع، ولد في 1995 في إيتاغوي في كولومبيا. لعب مع أتليتيكو هويلا.

## وصلات خارجية
- دانيال لوندونو على موقع قاعدة بيانات كرة القدم.إي يو (الإنجليزية)
- دانيال لوندونو على موقع Soccerway.com (الإنجليزية)
- دانيال لوندونو على موقع AS.com (الإسبانية)